# Episodi di The Dead Zone (prima stagione)
La prima stagione della serie televisiva The Dead Zone è andata in onda negli Stati Uniti a partire dal 16 giugno 2022 sul canale USA Network.
In Italia è stata trasmessa da Rai 2 a partire dall'8 dicembre 2003.
| nº | Titolo originale       | Titolo italiano           | Prima TV USA      | Prima TV Italia  |
| -- | ---------------------- | ------------------------- | ----------------- | ---------------- |
| 1  | Wheel of Fortune       | Ritorno al presente       | 16 giugno 2002    | 8 dicembre 2003  |
| 2  | What It Seems          | Apparenza                 | 23 giugno 2002    | 8 dicembre 2003  |
| 3  | Quality of Life        | Una vita da salvare       | 30 giugno 2002    | 8 dicembre 2003  |
| 4  | Enigma                 | L'enigma                  | 7 luglio 2002     | 15 dicembre 2003 |
| 5  | Unreasonable Doubt     | Colpevole o innocente?    | 14 luglio 2002    | 15 dicembre 2003 |
| 6  | The House              | Fantasmi del passato      | 21 luglio 2002    | 15 dicembre 2003 |
| 7  | Enemy Mind             | Mente nemica              | 28 luglio 2002    | 22 dicembre 2003 |
| 8  | Netherworld            | A un passo dalla tragedia | 4 agosto 2002     | 22 dicembre 2003 |
| 9  | The Siege              | Un sogno proibito         | 11 agosto 2002    | 22 dicembre 2003 |
| 10 | Here There Be Monsters | Stregone o assassino      | 18 agosto 2002    | 29 dicembre 2003 |
| 11 | Dinner with Dana       | A cena con Dana           | 25 agosto 2002    | 29 dicembre 2003 |
| 12 | Shaman                 | Lo sciamano               | 8 settembre 2002  | 29 dicembre 2003 |
| 13 | Destiny                | Il candidato              | 15 settembre 2002 | 5 gennaio 2004   |

## A un passo dalla tragedia
- Titolo originale: Netherworld
- Diretto da: Robert Lieberman
- Scritto da: David Goldsmith (soggetto); Michael Piller (sceneggiatura)

### Trama
Una mattina Johnny si sveglia in casa sua e si accorge dal letto disfatto che qualcuno ha dormito con lui. Poi sente Sarah che lo chiama e vede passare J.J. Sceso in cucina, vede Sarah che prepara la colazione mentre J.J. studia per una gara di spelling. Quando vede Sarah e J.J. comportarsi come a casa loro e una bimba a lui sconosciuta che lo chiama "papà", Johnny si stupisce e si rende conto di trovarsi in una realtà parallela, nella quale non aveva avuto alcun incidente e non era stata attivata la sua zona morta. Uscito in giro con Walt per una perlustrazione preventiva per l'inaugurazione di un nuovo centro commerciale, egli vede il centro commerciale esplodere, ma non sa che cosa fare. Non volendo tornare alla realtà, parla di tutto a Sarah, che cerca di convincerlo facendo l'amore con lui. Ma Johnny ormai sa che non c'è speranza: dopo essersi risvegliato nella realtà a fianco a Bruce nel centro commerciale, riesce ad evitare l'esplosione spiegando a Bruce che il suo cervello, non riuscendo ad affrontare l'ipotesi della catastrofe, aveva creato una realtà parallela.

## Un sogno proibito
- Titolo originale: The Siege
- Diretto da: Michael Shapiro
- Scritto da: Philiph Deguere Jr.

### Trama
Per fare in modo che Johnny e J.J. inizino a legare, Sarah, in giro con loro, li lascia da soli per andare in banca. Poco dopo il suo arrivo, però, un uomo di nome Conrad prende in ostaggio tutti coloro che si trovano nella banca. L'uomo, che di professione monta ed aggiusta impianti elettrici e sistemi d'allarme, è disperato perché la moglie lo ha lasciato e perché ha perso un grosso appalto della banca; perciò decide di rapinare la banca e fuggire in Giamaica. Da fuori Johnny ha una visione della rapina e di una strage che sarebbe avvenuta di lì a poco, così lascia J.J. a Dana (che era appena arrivata), dicendole di avvisare Walt, e poi entra nella banca. Unitosi agli altri ostaggi, cerca in tutti i modi di evitare le "brutte conseguenze" che vede nelle visioni che ha. Uno dopo l'altro convince Conrad a liberare tutti gli ostaggi, finché non restano lui e Sarah, che Conrad è riluttante a lasciare perché ha scoperto essere la moglie dello sceriffo. Una volta che anche Sarah è al sicuro, Johnny prova a far ragionare Conrad e gli promette che l'avrebbe aspettato quando sarebbe uscito dal carcere. Prima di consegnarsi alla polizia, Conrad rivela a Johnny che Sarah prova ancora qualcosa per lui.

## A cena con Dana
- Titolo originale: Dinner with Dana
- Diretto da: Jon Cassar
- Scritto da: Michael Taylor

### Trama
Johnny invita Dana a cena per un'intervista che lei gli deve fare. Appena arrivata, lui ha una visione in cui vede loro due a letto insieme. Ma subito dopo comincia a perdere il controllo delle sue visioni; vede Dana con il reverendo Purdy, vede Sarah che gli dice di non fidarsi di lei, vede Walt che pensa che sia una donna leggera.

## Lo sciamano
- Titolo originale: Shaman
- Diretto da: Rachel Talalay
- Scritto da: Joe Menosky

### Trama
Mentre Johnny e Bruce fanno un viaggio, si fermano in una locanda semiabbandonata. Toccando un signore anziano che si trova lì, Johnny lo vede scomparire e intanto vede un meteorite oscurare il sole e bruciare tutt'intorno. Si rivolgono allora a un'astronoma che li rassicura del fatto che non ci sarà alcuna esplosione. Quando Johnny la tocca, però, vede sparire anche lei e gli appare di nuovo il meteorite. Calcolando approssimativamente l'inclinatura, trova il punto in cui dovrebbe schiantarsi e lo raggiunge in macchina, da solo. Addentrandosi all'interno di un bosco su una montagna, Johnny scivola e sviene. Nel frattempo, Bruce ha chiamato lo sceriffo Bannermann e, insieme, lo stanno cercando. Quando rinviene, Johnny vede una caverna e vi entra poiché si è fatto buio. Con fatica riesce ad accendersi un fuoco, poi trova un coltello arrugginito. In quel momento vede un indiano nella grotta accanto a lui. Quando l'indiano si accorge di lui, cerca di colpirlo con un coltello identico a quello di Johnny. Nonostante l'indiano parli un'altra lingua, Johnny scopre che, da piccolo, era caduto battendo la testa e da allora poteva vedere un uomo in nero col bastone (Johnny), che lo avvertiva dicendogli: "C'è ancora tempo". Dalla sua "visione nella visione", Johnny si rende conto che l'indiano è in realtà uno sciamano in grado di utilizzare la sua zona morta, come lui e che, toccando entrambi il coltello, si sia stabilita una relazione medianica tra i due. Dopo varie visioni e incomprensioni, lo sciamano e Johnny capiscono il motivo della loro relazione: Johnny doveva avvertire lo sciamano del meteorite che avrebbe distrutto tutto il suo villaggio. In questo modo, lo sciamano può salvarli, mentre lui sarebbe rimasto nella grotta per aiutare Johnny, che stava morendo assiderato. Così facendo, però, Johnny si accorge che lo sciamano si è sacrificato per salvarlo, morendo a causa del meteorite.